# Buprorus nordgaardi
Buprorus nordgaardi – wątpliwy gatunek widłonoga z rodziny Buproridae. Nazwa naukowa tego gatunku skorupiaków została opublikowana w 1921 roku przez norweskiego zoologa Georga Ossiana Sarsa. W bazie World Register of Marine Species takson ten ma status nomen nudum.